# Koniaków
Koniaków (en allemand : Koniakau) est une localité polonaise de la gmina d'Istebna, située dans le powiat de Cieszyn en voïvodie de Silésie.

## Géographie
Le village fait partie de la Silésie de Cieszyn, région historique dans l'extrême sud-occidental de la Haute-Silésie. Il se trouve à l'est d'Istebna, dans le paysage montagneux des Beskides près des sources de la rivière Olza.

## Histoire

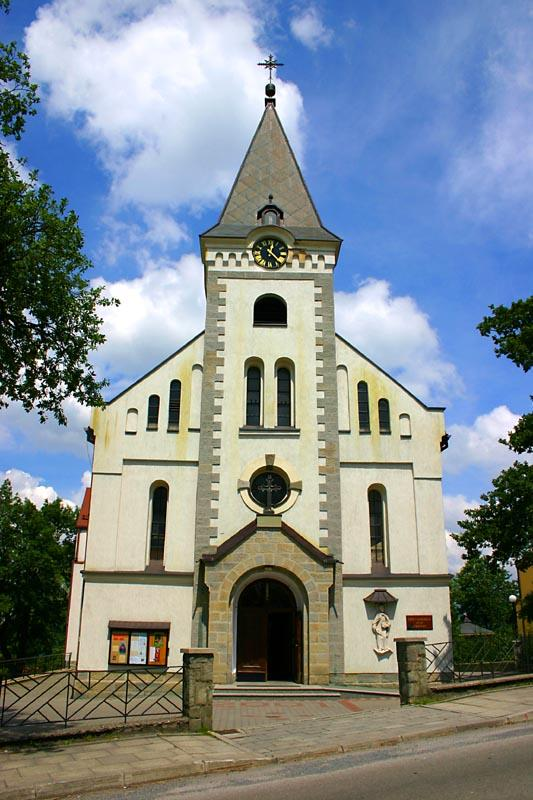
L'église Saint Barthélémy.

Pendant des siècles, les domaines appartenaient au duché de Teschen en Haute-Silésie, l'un des pays de la couronne de Bohême, partie intégrante de la monarchie de Habsbourg dès 1526. 
Les premières colonies sur les pentes boisées, érigées par les habitants d'Istebna, remontent à la première moitié du XVIIe siècle. Lors de l'éclatement de la guerre de Trente Ans, toutefois, les ducs de la maison Piast ont entravé la conversion des forêts qui constituèrent une frontière naturelle avec le royaume de Pologne à l'est. Les chalupy na Koniakowie (« cabanes à Koniaków ») furent mentionnées vers l'an 1712.
À la suite de la défaite des Habsbourg lors de la première guerre de Silésie, en 1742, le duché de Teschen est l'un des domaines qui sont restés dans la Silésie autrichienne. À partir de 1850, la municipalité faisait partie du district de Cieszyn (Bezirk Teschen). Après la Première Guerre mondiale et la dissolution de l'Autriche-Hongrie, le litige relatif au pays de Cieszyn mène à la guerre polono-tchécoslovaque ; par résolution de la Conférence des ambassadeurs en 1920, Koniaków passa à la Pologne.

## Personnalités
- Erwin Fiedor (1943-2012), coureur du combiné nordique et sauteur à ski ;
- Andrzej Fiedor, (né en 1946), biathlète ;
- Krystian Legierski, (né en 1978), militant LGBT, entrepreneur et homme politique.